# Mason Ewing Corporation
A Mason Ewing Corporation é uma holding com sede em Los Angeles (Estados Unidos), gerida e criada por Mason Ewing em 2011. Tem como alvos principais a indústria da moda, cinema e música, mas também vários outros setores como o da cosmética e o do chocolate.
A empresa possui diversas filiais em vários países, nomeadamente, a Mason Ewing Corporation (Canadá), Les Entreprises Ewing (França) e Ewingwood (Camarões). A abertura do seu conselho de administração deverá ocorrer em 2017.
Em meados de julho, o diretor-geral anunciou, nas plataformas do Facebook, uma nova filial na China para 2018.
A empresa é conhecida pelos seus produtos de moda. A linha de vestuário Mason Ewing inclui uma gama de t-shirts com inscrições em Braille e uma linha de alta-costura, ambas direcionadas para a coleção Espoir Pour l'Avenir (Esperança para o Futuro).

## Ética

### Bebé Madison
A Mason Ewing Corporation é uma empresa que enfatiza valores humanos, tais como a tolerância e a esperança. O seu porta-voz é uma criança de 18 meses que representa todas as etnias: O Bebé Madison. Um bebé universal. O seu criador, Mason Ewing, explica que "um bebé não mente, não julga, aprecia toda a gente". Esta frase contempla os valores em que a empresa acredita: todos tÍm um papel a desempenhar neste mundo, ninguém é julgado por quem é. Madison est· presente em todas as filiais. Esta criança é também a protagonista de muitos contos em que tem como dever a salvação dos outros pelo mundo fora. ¿ medida que a história se desenrola, vemo-la com diferentes roupas, com traje de bombeiro, quimono, a praticar desporto, a tocar guitarra e a cozinhar... 

## Aspetos principais

### Moda
A casa de alta-costura Mason Ewing é uma filial da Mason Ewing Corporation. Foi criada por Mason Ewing alguns anos antes da abertura da holding. Os seus padrinhos são Emmanuel Petit (campeão de futebol, 1998) e Olivier Lapidus (filho do costureiro Ted Lapidus). Nesta marca, podemos encontrar :
• Uma linha de t-shirts com escrita em Braille, tanto para pessoas com deficiência visual como para pessoas sem essa deficiência. Inicialmente, Mason Ewing, sendo ele próprio cego, ficou indignado pelo facto das pessoas que partilhavam a mesma deficiência que ele, não conseguirem reconhecer sozinhas as cores do seu vestuário serem forçadas a pedir ajuda para escolher a sua própria roupa. Por querer que as pessoas com deficiência fossem auto-suficientes, criou vestuário com escrita em Braille, t-shirts, polos, etc... Nessas peças de roupa, vÍ-se o bebé Madison em diferentes situações (num skateboard, numa BMX, com uma guitarra). O Braille È adicionado roupa e descreve a atividade praticada pelo bebé. 5% de todos os lucros são entregues associação SOS Madison International.
• Uma linha inovadora de alta costura. Foi criada por Mason Ewing para homenagear a sua mãe, Marie, ela própria costureira, estilista e modelista. Estas roupas foram usadas por personalidades como Rachel Legrain-Trapani (Miss França 2017) e Rebecca Ayoko (ex-musa de Yves Saint-Laurent). Desde o primeiro desfile, a marca despertou a curiosidade de muitos. A coleção Espoir Pour l'Avenir foi um sucesso mundial e esteve presente em desfiles de países como a França (Eurosites Georges V), o Canadá (hotel Hilton em Gatineau), os Camarões (Hotel Hilton Iaudé), Saint Martin (eleição da Miss Caraíbas) e Martinica.
• A coleção de lingerie Elisa Charnel (apresentada em simultâneo com a coleção Espoir Pour l'Avenir). Toda as peças de lingerie são apresentadas de forma diferente.

### Audiovisual
O audiovisual é a primeira paixão de Ewing Mason. A televisão é a sua forma de lidar com os abusos que sofreu enquanto criança. A maioria das cenas dos filmes transmite mensagens imagem da produção: mensagens de paz, esperança e fraternidade. Desta forma que a produção perpetua a imagem da empresa nos ecrãs.
O filme Descry impulsionou esta faceta audiovisual. Desde então, este pulo criou filmes de animação como Les Aventures de Madison, protagonizado pelo bebé Madison e pelo seu amigo Johan. Seguiram-se as aventuras de Pilou et Michou, um desenho animado que conta a história de pessoas comuns do século XVIII. Pilou é um jovem tonto de 17 anos, que vive com a sua mãe Cunégonde e sua avû Michou.
Para além dos filmes de animação infantis, a Mason Ewing Corporation produz séries televisivas para adolescentes. Estas também abordam temas como família, tabus sociais e poder. Dois exemplos são Mickey Boom, um programa televisivo produzido pela subsidiária francesa, Eryna Bella e realizado em Los Angeles, e Two Plus Three, produzido no mesmo país . A mesma mensagem é transmitida aos adultos, mas com sentimentos mais chocantes como no filme Angels of the World que ser· filmado nos Estados Unidos.
Fiel às suas origens, Mason Ewing produziu um filme chamado Orishas, The Hidden Pantheon, dirigido por Yann Loïc Kieffoloh, que aborda a mitologia esotérica em países ocidentais : a mitologia africana. Esta longa-metragem dever· estrear nos cinemas até 2017.
Mason Ewing sempre deu destaque a filmes promissores. De forma a expressar e transmitir as suas mensagens, recorre frequentemente ao humor como alternativa mais suave. Nem todos os seus filmes tiveram como ambição nica a transmissão de mensagens.

### Literatura
A filial Ewing Publication foi inaugurada em 2019. O primeiro livro, The Eyes of Destiny, foi publicado no dia 1 de Novembro do mesmo ano. Este livro é a autobiografia de Mason Ewing. 

### Multimédia
A partir de Janeiro de 2017, o pulo literário irá publicar uma revista denominada Kimy Gloss. Nesta revista poderão ser encontrados assuntos como eventos atuais de celebridades, cosméticos e castings de atores/modelos.

## Filmografia
- 2011 : Descry
- 2016 : Orishas : The Hidden Pantheon
- 2017 : Névroses
- 2017 : Comme Les Autres

## Brevemente

### Audiovisual
- 2020 : Une Lueur d'Espoir
- 2020 : Mickey Boom
- 2020 : Love in Yaounde
- 2021 : Elie Grimm : The Cursed Child